# Jean Bichindaritz
Pour les articles homonymes, voir Bichindaritz.
Pas d'image ? Cliquez ici

a Compétitions nationales et continentales officielles uniquement.

b Matchs officiels uniquement.
Jean Bichindaritz, né le 3 mai 1928 à Biarritz (France) et mort dans cette même ville le 4 janvier 1994, est un joueur international français de rugby à XV évoluant au poste de pilier au Biarritz olympique durant sa carrière.

## Biographie
Jean Bichindaritz naît le 3 mai 1928 à Biarritz dans le département français des Basses-Pyrénées.
Il joue au rugby à XV avec le Biarritz olympique au poste de pilier. 
Le 25 avril 1954, il dispute son premier test match avec l'équipe de France contre l'équipe d'Italie et le dernier contre l'équipe d'Argentine, le 12 septembre 1954.
Il meurt le 4 janvier 1994 dans sa ville de naissance.

## Statistiques en équipe nationale
- Sélections en équipe de France : 3 en 1954.

## Palmarès
- Vainqueur de la Coupe d'Europe FIRA en 1954 avec l'équipe de France.